# 문성모
문성모(文聖模, 1954년 4월 26일~)는 대한민국의 신학자이자 목회자이며 기독교음악인이다. 대전신학대학교와 서울장신대학교 총장을 역임하였다. 예배학자, 교회음악학자, 작곡가, 시인, 캘리그라피 작가이다.
 광주제일교회와 강남제일교회의 위임목사를 역임하였다.   현재 한국찬송가개발원장이며 한국국민악회 회장, 한국음악평론가협회 공동이사장, 베아오페라예술원 이시장, 한국캘리그라피예술협회 이사, 한국교회음악협회 명예이사, 이자익목사기념사업회 상임이사이다.https://blog.naver.com/msm8012ky

## 학력
- 서울대학교 음악대학 국악과 작곡 전공 (B.M.)
- 장로회신학대학교 신대원(M.Div.)
- 장로회신학대학교 대학원(Th.M.)
- Westfälische Wilhelms-Universität Münster (Dr. Theol. Abschluss der Promotion)
- Universität Osnabrück (Dr. Phil: Musikwissenschaft)

## 경력
- 호남신학대학교 교수(1993-1995)
- 광주제일교회 위임목사(1995-2000)
- 대전신학대학교 총장(2000-2006)
- 서울장신대학교 총장(2006-2014)
- 한국실천신학회 회장(2003-2005)
- 한국기독교학회 회장(2005-2007)
- 전국신학대학협의회(KAATS) 회장(2012-2013)
- 한국대학교육협의회(대교협) 이사(2010-2014)
- 한국신학대학총장협의회 회장(2010-2014)
- 전국대학총장조찬기도회 회장(2012-2016)
- 제22차 세계개혁교회연맹(WARC) 서울총회 대회가(大會歌) 작곡(1989)
- 대한예수교장로회(통합) 총회가(總會歌) 작곡(1996)
- 한국교회 대부흥 백주년기념대회 대회가(大會歌) 작곡(2007)
- 찬송가 350곡 이상 작곡
- 현행 찬송가(21세기찬송가)  48장, 418장,  556장 작곡
- 한국교회음악작곡가협회 이사장(2018-2020)
- 재단법인 한국찬송가공회 이사(2012-2016)
- 강남제일교회 위임목사(2005-2023)
- 베아오페라예술원 이사장(2019-현재)
- 예음문화예술원 원장(2019-현재)
- 한국음악평론가협회 공동이사장(2020-현재)
- 이자익목사기념사업회 상임이사(2004-현재)
- 한국국민악회 회장(2022-현재)
- 한국교회음악협회 명예이사(2022-현재)
- 한국캘리그라피예술협회 이사(2000-현재)

## 수상경력
- 제16회 동아일보 음악콩쿨 국악작곡부 입상(1976)
- 대한예수교장로회(통합) 총회 공로패 수상(1993)
- 서울예고 동문상 ‘예고를 빛낸 사람’ 수상(2004)
- 제18회 한국기독교문화예술대상 수상(2005)
- 제25회 한국기독교출판문화상 우수상 수상(2008)
- 제12회 세계복음화협의회·국민일보 공동주최 국민대상 신학자상 수상(2011)
- 창조문예 시부문 신인상 수상(2013)
- 장로회신학대학교 장한동문상 수상(2014)
- 광나루문학상 수상(2014)
- 대한민국 황조근정훈장 수상(2016)
- 서울음악대상 수상(2020)
- 한국음악상 수상(2023)

## 저서

### 예배 및 목회 관련 저서
- 『청북교회이야기』(쿰란출판사) 2006.
- 『러시아선교이야기』(쿰란출판사) 2007.
- 『곽선희 목사에게 배우는 설교』(두란노) 2008.
- 『하용조 목사 이야기』(두란노) 2010.
- 『한국교회 설교자 33인에게 배우는 설교』(두란노) 2012.
- 『권태진 목사의 사랑 이야기 - 함께하니 참 행복합니다』(두란노) 2017.

### 음악 관련 저서
- 민족음악과 예배(한들) 1997.
- 『우리가락찬송가 제1집 - 나의 힘이 되신 주』(국악선교회) 1989.
- 『한국악기를 위한 교회음악 제1집 - 부활』(국악선교회) 1989.
- 『문성모 성가곡집 -위로하소서』 1999.
- 『문성모 찬송가 330곡집 - 우리가락찬송가와 시편교독송』(가문비) 2011.
- 『Our Melodies, Our Hymns』(우리가락찬송가 영문판)(가문비) 2013.
- 『작곡가 박재훈 목사 이야기』(홍성사) 2013.
- 『요한 제바스티안 바하를 묻고 답하다』 (예솔) 2016.
- 『한국교회음악작곡가협회40년사』(예솔) 2017.
- 『한국교회 예배와 음악 다시보기』(대한기독교서회) 2019.
- 『우리나라 애국가 이야기』(가문비) 2021.
- 『작곡가 구두회 박사 이야기』(예솔) 2021.
- 『권태진 작사 문성모 작곡 신작찬송가-내가 너와 함께 동행하리라』(성빛) 2023.
- 『문성모 성가작곡집-나의 잔이 넘치나이다』(예솔) 2023.

### 기타 저서
- 시집 『미완성 교향곡』(쿰란) 2009.
- 어린이 『소태수 선생님 정의가 뭐예요』(가문비) 2011.
- 시집 『6 Forte의 노래』(창조문예사) 2012.
- 칼럼집 『사랑을 믿으세요』(가문비) 2012.
- 제3시집 『아내를 위한 세레나데』(달샘/ 시와표현) 2017.
- 『우리나라 애국가 이야기』(가문비어린이) 2021.
- 시집 『어머니 우리 어머니』(현대시) 2022.

## 번역서
- 칼 바르트, 『볼프강 아마데우스 모차르트』, 문성모 역 (예솔) 2020.
- 오문환, 『토마스 목사전』 문성모(공동 번역) (대한기독교서회) 2020.

## 주요 논문
- Bernhard Christoph Ludwig Natorp als Reformer der liturgischen Musik im Gottesdienst für di evangelischen Kirchen Westfalens in der ersten Häfte des 19. Jahrhunderts (1816-1846) (Münster) 1992.
- Die Schulmusikerzieung Süd-Koreas nach Ziel, Inhalt und Methode und der europäische Einfluss in der Zeit der Lehrpläne (Seit 1955) 1993.
- “김정준(金正俊)의 찬송시에 대한 신학적 이해”, 『21세기 세계교회의 흐름과 사회의 전망 - 김용복 박사 회갑기념 논문집 제2권』, 한일장신대학교 출판부, 1998.
- “예배의 한국화(化)-음악을 중심으로,” 「한국문화와 예배」 한국문화신학회 제3집, 1999.
- 서정운의 찬송시에 나타난 경건 사상, 『예루살렘에서 땅끝까지 - 서정운 명예총장 은퇴 기념 문집』, 대한기독교서회, 2001.
- “그레고리안 찬트 유감”, 「기독교사상」, 2014년 10월호(통권 670호), 대한기독교서회.
- “예배음악의 순혈주의는 없다”, 「기독교사상」, 2014년 11월호(통권 671호), 대한기독교서회.
- “음악, 그 자유로운 만남과 소통”, 「기독교사상」, 2015년 2월호(통권 674호), 대한기독교서회.
- “비신화화론에 의한 예배음악의 실존 찾기” 「기독교사상」 2015년 3월호.
- “예배음악의 수평적 기능과 사회적 책임” 「기독교사상」 2015년 4월호.
- “중용(中庸)에서 배우는 예배 - 균형과 조화”, 「기독교사상」, 2015년 5월호(통권 677호), 대한기독교서회.
- “우리의 교회, 우리의 예배, 우리의 찬송”, 「기독교사상」, 2015년 6월호(통권 678호), 대한기독교서회.
- “묵도(黙禱)의 신학 - 한국교회를 위한 예배의 시작”, 「기독교사상」, 2015년 8월호(통권 680호), 대한기독교서회.
- “초기 찬송가의 한국화를 위한 노력과 결실”, 「기독교사상」, 2015년 11월호(통권 683호), 대한기독교서회.
- “세종대학교왕에게 배우는 예배음악의 정신”, 「기독교사상」, 2016년 1월호(통권 685호), 대한기독교서회.
- 한국교회 예배음악의 유산(1) - “언더우드의 <찬양가>에 수록된 최초의 한국인 가사”, 「기독교사상」, 2016년 2월호(통권 686호), 대한기독교서회.
- “한국교회 예배음악의 유산(2) - 길선주의 추풍석음가(秋風惜陰歌)”, 「기독교사상」, 2016년 3월호(통권 687호), 대한기독교서회.
- “한국교회 예배음악의 유산(3) - 한국인의 애창 찬송 ‘예수 사랑하심을’”, 「기독교사상」, 2016년 4월호(통권 688호), 대한기독교서회.
- “한국적인 찬송가를 만들어야 한다 - 〈백만명구령가〉의 중요성”, 「기독교사상」, 2016년 5월호(통권 689호), 대한기독교서회.
- “애국가는 찬송가로 만들어졌다”, 「기독교사상」, 2016년 6월호(통권 690호), 대한기독교서회.
- “'콘트라팍타'로 만들어진 기념비적 찬송가들”, 「기독교사상」, 2016년 7월호(통권 691호), 대한기독교서회.
- 한국교회의 종말론적 찬송가들”, 「기독교사상」, 2016년 8월호(통권 692호), 대한기독교서회.
- “한국 찬송가의 역사와 전망”, 「기독교사상」, 2016년 9월호(통권 693호), 대한기독교서회.
- “파이프오르간, 그것이 알고 싶다”, 「기독교사상」, 2016년 10월호(통권 694호), 대한기독교서회.
- “아더 피어선의 찬송가 연구” 「피어선신학논단」 제5권 제1호(통권8집), 평택대학교출판부, 2016.
- “바하는 '음악의 아버지'인가”. 「기독교사상」, 2017년 1월호(통권 697호), 2017년 1월호, 대한기독교서회.
- “시편의 표제와 음악에 관한 연구”, 「기독교사상」. 2017년 6월호(통권 702호), 대한기독교서회.
- “한국교회 예배와 음악의 방향”, 「기독교사상」. 2017년 7월호(통권 703호), 대한기독교서회.
- “이런 성가대를 기대한다”, 「기독교사상」. 2017년 8월호(통권 704호) 대한기독교서회.
- “찬불가 작곡가 나운영을 어찌할꼬 - 한국교회 예배와 음악의 마지막 과제”, 「기독교사상」. 2017년 9월호(통권 705호), 대한기독교서회.
- “마틴 루터의 예배음악에 대한 이해”  「기독교사상」 2017년 2월호.
- “장공 김재준의 찬송시에 대한 신학적 이해-<어둔 밤 마음에 잠겨> 가사를 중심으로” 「기독교사상」 2017년 3월호.
- “시편의 표제와 음악에 관한 연구” 「기독교사상」 2017년 6월호.
- “88올림픽 이후의 기독교 음악 전개 양상”, 「음악평론」, 21집, (2020.12.05.).
- “구두회 음악의 내셔널니즘”, 「음악평론」, 22집, (2021.12.20.).
- “애국가의 변천과정과 작사자 문제” 「음악평론」, 23집, (2022.12.10.).
- “한국교회의 희망을 위한 과제”, 『이 시대의 대학 총장에게 길을 묻다』, 대학총장포럼 편, 킹덤북스, 2019.
- “곽선희 목사의 설교-무엇을 설교할 것인가”, 「월간목회」 2009년 1월호(Vol. 389).
- “조용기 목사의 설교-당신의 설교에 주제가 있는가?”, 「월간목회」 2009년 2월호(Vol. 390).
- “하용조 목사의 설교-성경을 성경대로 설교하라”, 「월간목회」 2009년 3월호(Vol. 391).
- “윤석전 목사의 설교-복음에 감전된 설교”, 「월간목회」 2009년 4월호(Vol. 392).
- “김삼환 목사의 설교-멜기세덱에서 한경직까지”, 「월간목회」 2009년 5월호(Vol. 393).
- “김진홍 목사의 설교-설교자로서의 이미지를 구축하라”, 「월간목회」2009년 7월호(Vol. 395).
- “김선도 목사의 설교-적극적 사고, 희망의 설교”, 「월간목회」2009년 8월호(Vol. 396)
- “이종윤 목사의 설교-단단한 신학, 경건의 능력과 모양을 갖춘 설교”, 「월간목회」 2009년 9월호(Vol. 397).
- “옥한흠 목사의 설교-가르치라! 지키게 하라! 한국교회의 세례요한으로 서다”, 「월간목회」2009년 10월호(Vol. 398).
- “나겸일 목사의 설교-죽었다가 살아난 체험설교와 성령운동”, 「월간목회」2009년 11월호(Vol. 399).
- “김장환 목사의 설교-작은 거인의 쉬운 설교, 세계를 선교하다”, 「월간목회」2009년 12월호(Vol. 400).
- “장경동 목사의 설교-감성의 시대가 요구하는 유머감각을 개발하라”, 「월간목회」 2010년 1월호(Vol. 401).
- “이동원 목사의 설교-지정의의 균형을 이룬 인격적 설교”, 「월간목회」 2010년 2월호(Vol. 402).
- “홍정길 목사의 설교-하나님 사랑과 이웃 사랑, 그 외침의 성육신화”, 「월간목회」 2010년 3월호(Vol. 403).
- “정필도 목사의 설교-행복한 설교자는 복이 있나니 교회가 부흥할 것이요”, 「월간목회」 2010년 4월호(Vol. 404).
- “한경직 목사의 셜교-육신이 말씀 되어 말씀이 육신 되신 예수를 전하다”, 「월간목회」 2010년 5월호(Vol. 405).
- “이중표 목사의 설교-별세 설교로 감동을 주고 별세 목회로 특성화하다”, 「월간목회」 2010년 6월호(Vol. 406).
- “박조준 목사의 설교-우리 시대의 마지막 웅변가에게서 배우는 연출설교”, 「월간목회」 2010년 7월호(Vol. 407).
- “김준곤 목사의 설교-한국교회 부흥운동의 대부에게 듣는 성령설교”, 「월간목회」 2010년 8월호(Vol. 408).
- “길선주 목사의 설교-한국교회의 아버지가 남겨 준 설교 교과서”, 「월간목회」 2010년 9월호(Vol. 409).
- “이성봉 목사의 설교-부흥사의 모범답안, 한국의 무디에게 듣는 설교”, 「월간목회」 2010년 10월호(Vol. 410).
- “김익두 목사의 설교-한국 사회를 뒤흔든 신유부흥운동의 대부”, 「월간목회」 2010년 11월호(Vol. 411).
- “이용도 목사의 설교-한국교회 영성의 머릿돌이 된 감성의 사도”, 「월간목회」 2010년 12월호(Vol. 412).
- “최봉석 목사의 설교-‘예수천당’ 만을 외친 한국교회 설교의 전설”, 「월간목회」 2011년 1월호(Vol. 413).
- “이기풍 목사의 설교-‘평양의 사울’이 한국 최초의 선교사가 되다”, 「월간목회」 2011년 2월호(Vol. 414).
- “주기철 목사의 설교-한국교회 순교역사의 자부심, 순교자의 대명사”, 「월간목회」 2011년 3월호(Vol. 415).
- “손양원 목사의 설교-한국 순교역사의 최고의 감동, 원수까지 사랑한 성자의 외침”, 「월간목회」 2011년 4월호(Vol. 416).
- “이자익 목사의 설교-머슴 출신의 3선 총회장, 한국교회를 바로 세운 최고의 법통”, 「월간목회」 2011년 5월호(Vol. 417).
- “한상동 목사의 설교-죽음을 허락받지 못한 순교자, 한국교회를 위한 생육신(生六臣)” 「월간목회」 2011년 6월호(Vol. 418).
- “서경조 목사의 설교-한국교회 역사에 ‘최초’의 신화를 쓰고, 한 알의 밀알 되어 섬기다” 「월간목회」 2011년 7월호(Vol. 419).
- “강신명 목사의 설교-따뜻한 큰손, 넓은 가슴으로 화합과 일치를 외친 민족교회의 어머니” 「월간목회」 2011년 8월호(Vol. 420).
- “신현균 목사의 설교-한국교회 최고의 전성기를 견인한 우리 시대의 마지막 대형 부흥사” 「월간목회」 2011년 9월호(Vol. 421).
- “김치선 목사의 설교-자신의 가슴을 먼저 찟고 교회의 회개를 외친 눈물의 사도, 한국의 베드로” 「월간목회」 2011년 11월호(Vol. 423).

## 주요 음악작품
1. 찬송가 (<우리가락찬송가와 시편교독송 330곡집>에 수록된 곡) (괄호 안은 작사자)
◾ 가는 허리 철조망을(황대익) ◾ 가슴마다 파도친다(반병섭) ◾ 간절히 기도하였네(문성모) ◾ 갈 길 잃고 방황하는(김희보) ◾ 감람산 깊은 밤중에(W. B. Tappan) ◾ 감사하세 주님을 찬양하세(문성모) ◾ 거룩 거룩 거룩(문성모) ◾ 거룩 거룩 거룩 전능하신 주(문성모) ◾ 거룩하신 아버지여(조기연) ◾ 거룩하신 주님(B. Clairvaux) ◾ 거룩하신 주 하나님(정치근) ◾ 거룩하신 하나님(문성모) ◾ 거룩하신 하나님은(전제동) ◾ 거룩한 구주 내 친구(Charlotte Elliott) ◾ 거룩한 이 예식은(조기연) ◾ 거룩한 주의 날(문성모) ◾ 건강이 은혜라면(박종렬) ◾ 게네사렛 호숫가로(김희보) ◾ 겟세마네 동산에서(한경직) ◾ 견디기 어려운 고난이 와도(황대익) ◾ 고대하던 우리 주님(황대익) ◾ 고요하고 거룩한 밤(임성길) ◾ 고요히 머리 숙여(서정운) ◾ 곤한 자 어서 오라(William C. Dix) ◾ 곧 오소서 성령이여(Charles Wesley) ◾ 광야 길 사십 년(홍장욱) ◾ 구주여 나를 가르쳐(William T. Matsom) ◾ 그러므로 너희는 가서(문성모) ◾ 그 어린 주 예수(Anonymous) ◾ 그 어린 주 예수(Anonymous) ◾ 기도하려 눈 감으면(서성환) ◾ 기쁜 이날 아침(문성모) ◾ 기쁠 때나 슬플 때나(유호준) ◾ 나 깊은 곳에서(Henry W. Bake) ◾ 나그네와 같은 내가(W. Williams) ◾ 나는 믿네 나는 믿네(사도신경) ◾ 나 생명 있으매(김희보) ◾ 나의 생명 드리니(Frances. R. Havergal) ◾ 나의 힘이 되신 주(문성모) ◾ 날마다 주님을 의지하는(권기창) ◾ 낳으시고 길러 주신(김수진) ◾ 내가 주를 안다함이(김성영) ◾ 내 인생 사는 것(김성준) ◾ 내 인생 사는 것(김성준) ◾ 내 주여 나는 주의 것(Samuel Davies) ◾ 내 주여 이 몸 드리니(Matthew Bridges) ◾ 내 지은 모든 죄(김희보) ◾ 내 힘과 방패 되시며(Johann Scheffier) ◾ 너 하나님께 이끌리어(G. Neumark) ◾ 네 맘과 정성을 다하여서(정용철) ◾ 논밭에 오곡백과(John S. B. Monsell) ◾ 눈물 밭에 떨어진(고황경) ◾ 눈물의 골짜기에서(안신영) ◾ 능력과 방패가 되시는 예수(R. A. John) ◾ 두려워서 낙심할 때(Percy Dearmer) ◾ 들어주소서(문성모) ◾ 만물의 주인 되시는(문성모) ◾ 만왕의 왕 된 예수(문성모) ◾ 머리 숙여 경배하세(문성모) ◾ 무덤 문을 여시고(문성모) ◾ 미더워라 주의 가정(문익환) ◾ 믿는 자여 다 나와(문성모) ◾ 믿음의 가정을 주신 하나님(서정식) ◾ 믿음의 선한 싸움(김유연) ◾ 바다가 보이는 산길에서(문성모) ◾ 백두산 천지 위에(문성모) ◾ 복되어라 어버이날(Ernst F. McGregor) ◾ 부활 승천하신 주께서(이성봉) ◾ 불같은 시험 당할 때(문성모) ◾ 비바람이 칠 때와(Charles Wesley) ◾ 빛이 되신 나의 주님(임택진) ◾ 사랑의 구주 예수(문성모) ◾ 사랑의 새 계명을(신세원) ◾ 사랑의 주님 예수(이계준) ◾ 사십 일을 밤낮으로(손학풍) ◾ 산마다 불이 탄다(임옥인) ◾ 산에 들에 피는 꽃이(이실태) ◾ 삼천리 반도 금수강산(남궁억) ◾ 새누리가 밝아온다(신성종) ◾ 새해가 밝아 오나니(Thomas H, Gill) ◾ 생명 진리 은혜 되신(Anonymous) ◾ 선한 목자 예수님(오병수) ◾ 성도들 소리 높여(김시백) ◾ 성도여 다 같이 할렐루야(C. H. Bateman) ◾ 성령의 은사를 나에게(E. Hatch) ◾ 성령이여 우리(W. H. Parker) ◾ 세상 복은 왔다가도(정치근) ◾ 세상 수고 끝내고(문성모) ◾ 세상이 나를 버리고(Ni, Chi-pi) ◾ 순결한 비둘기처럼(황대익) ◾ 시온성과 같은 교회(J. Newton) ◾ 시험 받을 때에(J. Montgomery) ◾ 신랑을 맞으러 나가세(E. R. Latta) ◾ 십자가 밑에서(문성모) ◾ 십자가 주님을 기억하며(문성모) ◾ 아낌없이 아낌없이(황대익) ◾ 아멘(1)(문성모) ◾ 아멘(2)(문성모) ◾ 아멘(3)(문성모) ◾ 아멘(4)(문성모) ◾ 아멘(5)(문성모) ◾ 아침에 주를 찬송합니다(문성모) ◾ 아침 햇살 보다 더 빛나(심군식) ◾ 알렐루야(문성모) ◾ 암울했던 이 나라에(김장호) ◾ 어두운 내 눈 밝혀 주사(C. H. Scott) ◾ 어두움이 온 누리에(오병수) ◾ 어둔 밤은 지나가고(박재목) ◾ 어둔 밤 지나가면(김호식) ◾ 어둔 세상 만민들아(C. Schmidt) ◾ 어둠의 권세에서(마경일) ◾ 어렵고 힘든 일 많아도(고훈) ◾ 어머님의 사랑 보다(주요한) ◾ 언젠가는 돌아가리(정치근) ◾ 에덴의 동산처럼(이무경) ◾ 여호와는 성전에 계시니(문성모) ◾ 역사 속에 지난 해를(김지수) ◾ 영광 주의 이름 영화롭다(문성모) ◾ 영원한 반석이신 주(Samuel F. Smith) ◾ 영원히 죽게 될 내 영혼(C. E. Breck) ◾ 영화로신 주 성령(A. Reed) ◾ 예배하는 우리 모두(김삼환) ◾ 예부터 도움 되시고(I. Watts) ◾ 예수 귀한 보배(J. Franck) ◾ 예수 나를 위하여(김인식) ◾ 예수님 날 위해 죽으셨네(문성모) ◾ 예수님은 선한 목자(황대익) ◾ 예수랑(아리랑)(문성모) ◾ 예수를 생각만 해도(B. Clairvaux) ◾ 예수여 은혜를 내려주사(Anonymous) ◾ 오 나의 하나님(S. Frank) ◾ 오늘 모여 찬송함은(John C. Davison) ◾ 오늘 받은 은혜를(정치근) ◾ 오늘은 기쁜 생일(김호식) ◾ 오 주여 내 마음 받으소서(William Hiram Foulkes) ◾ 우리 가진 모든 재물(문성모) ◾ 우리 구주 나신 날(Anonymous) ◾ 우리 기도 들으시고(문성모) ◾ 우리 기도 들으시사(문성모) ◾ 우리 기도 소리를(문성모) ◾ 우리 모두 주님 앞에(조기연) ◾ 우리 모두 주 안에서(문성모) ◾ 우리 위해 찢기신(문성모) ◾ 우리의 기도를 들으소서(문성모) ◾ 우리의 마음을(문성모) ◾ 우리의 마음을 열어 주소서(문성모) ◾ 우리 주님 예수께서(문성모) ◾ 우리 주님 예수 따라(문성모) ◾ 우리 주 예수님 잡히시던 날(문성모) ◾ 우리 찬송하며 살리라(김경수) ◾ 은혜 향기 모든 곳에(이보철) ◾ 응답해 주소서(문성모) ◾ 이기고도 남으리라(임옥인) ◾ 이 땅에서 주를 위해(김지길) ◾ 이 세상 끝날까지(이건숙) ◾ 이 세상 지나가고(A. R, Cousin) ◾ 이슬을 내리시듯(김희보) ◾ 이전에 주님을 내가 몰라(정용철) ◾ 인류는 하나되게(마경일) ◾ 임하소서 말씀의 하나님(문성모) ◾ 자비하신 예수여(Thomas B, Pollock) ◾ 저 하늘의 새벽 별(김희보) ◾ 전능하사 천지를 만드신(사도신경) ◾ 전능하시사 만물을 주관하시는(문성모) ◾ 정든 교우 헤어져(정치근) ◾ 정성으로 심은 씨앗(문성모) ◾ 죄악의 세상에 살며(황대익) ◾ 주 나의 목자 되시니(F. Rous) ◾ 주님께서 부르실 때(곽선희) ◾ 주님 따라 가는 길(황대익) ◾ 주님 오늘 사셨네(문성모) ◾ 주님을 찬양하세(문성모) ◾ 주님의 말씀은(김희보) ◾ 주님 향해 드려지는(황대익) ◾ 주를 바라보오니(John Gambold) ◾ 주 믿는 성도의 굳센 터는Keen) ◾ 주 사랑 안에 있어(A. L. Waring) ◾ 주 성령이여 내려오시사(George Croly) ◾ 주 앞으로 늘 가까이(문성모) ◾ 주 앞으로 늘 가까이(문성모) ◾ 주여 나를 날마다(John P. Hopps) ◾ 주여 나의 기도를(문성모) ◾ 주여 내 맘을 보살피사(Gertrude E. Swallen) ◾ 주여 어린 사슴이(Anonymous) ◾ 주여 옵니다(김경래) ◾ 주여 우리를(문성모) ◾ 주 예수 따라서(Henry Harbaugh) ◾ 주 예수의 십자가(권희로) ◾ 주 예수 주신 직분(홍안의) ◾ 주 우리 예물을(문성모) ◾ 주의 말씀 받은 우리(문성모) ◾ 주의 성령이 내게(안준배) ◾ 주의 성찬 받은 우리(문성모) ◾ 주의 전에 나올 때(김정준) ◾ 주의 전에 나옵니다(문성모) ◾ 주 하나님 하시는 일(Samuel Rodigast) ◾ 지금 곧 일어나 말씀 들어라(도한호) ◾ 지난날의 잘못은(김우영) ◾ 진리이신 주 성령(문성모) ◾ 참 기쁜 노래 불러(Frances R. Havergal) ◾ 창조의 하나님(홍정표) ◾ 창조주 하나님께(김호식) ◾ 천부여 의지 없어서(Charles Wesley) ◾ 천사들의 노래가(French Choral) ◾ 천하보다 귀한 생명(김정준) ◾ 축복과 존귀 영광의 주님(문성모) ◾ 탕자처럼 아버지의 품을 떠나(문성모) ◾ 태산이 변하여서(정치근) ◾ 평화의 마음으로(문성모) ◾ 평화의 왕 임하소서(박성원) ◾ 피난처 있으니(Anonymous) ◾ 하나님을 믿는 자(문성모) ◾ 하나님의 부름 따라(오병수) ◾ 하나님이여 이 귀한 식탁에(문성모) ◾ 하나님이 짝지으사(정치근) ◾ 하늘과 땅 생기기 전(조기연) ◾ 하늘 높은 곳에는(문성모) ◾ 하늘에 가득 찬 영광의 하나님(김정준) ◾ 하늘에 계신 우리 아버지여(주기도문) ◾ 하늘에는 주님께 영광(문성모) ◾ 하늘에 빛나고 찬란한 별아(R. Heber) ◾ 하늘에 찬송이 들리던 그날(J. W. Chapman) ◾ 하루의 시작과 끝남을(문성모) ◾ 한밤중 들려오는(최복규) ◾ 한 번 드린 몸이오니(한영선) ◾ 할렐루야 할렐루야(문성모) ◾ 햇빛과 불의 주 성령(Henry H. Tweedy) ◾ 호산나 호산나(J. Threlfall) ◾ 혼돈한 세계 바르게 하신(홍현설) ◾ 혼자 소리로는 할 수 없겠네(Anonymous) ◾ 회개의 노래(김희보)

2. 2016년 이후 신작 찬송가
(권태진 작사)
◾ 거룩한 주 내 맘속에 ∎ 광야의 노래 ∎ 구원을 받아서 기쁘거든 ∎ 나의 생명 주인되신 ∎ 독생자를 보내 주신 ∎ 돌아온 탕자 ∎ 말씀 듣고 성령 받아 ∎ 복되어라 우리가정 ∎ 사랑의 하나님 주신 선물 ∎ 산새들이 노래하니 ∎ 아침 하늘 빛 받아 ∎ 애굽에서 해방된 날 ∎ 에덴의 복 누리어라 ∎ 에스겔의 골짜기의 ∎ 인생길이 험난하고 ∎ 주여 나의 병든 몸을 ∎ 창조주 하나님 아버지가 ∎ 하나님의 형상대로 ∎ 환란 질병 고통에서 ∎ 하늘 영광 입은 백성 ∎ 옥토같은 마음에(편곡) ∎ 하나님의 큰 사랑 ∎ 인생길이 힘이 들고 ∎ 하나님의 은혜 입은(광복절 노래) ∎ 강가에 조약돌처럼 ∎ 새벽 이슬 같은 성령 은혜 ∎ 돌아온 탕자 ∎ 광야의 노래 ∎ 근심 걱정 몰려와도 ∎ 다시 사신 예수님을 ∎ 새벽 안개 이슬 같은 ∎ 어둠 권세 크고 강하니 ∎ 예수 나를 구원하여 ∎ 주님 지신 십자가를 ∎ 주님께서 나를 택해 ∎ 푸른 바다 저 너머 ∎ 하나님의 크신 사랑 ∎ 환란 고통 찾아와도 ∎ 하늘의 영광을 버리고 ∎ 광야와 같은 세상에 ∎ 내가 너와 함께 동행하리라 ∎ 넓은 들 풍년 솔바람에 ∎ 밤같이 어두운 세상에서 ∎ 산보다 더 높은 주님 사랑 ∎ 우리 주님 구름 타고 오시리라 ∎ 주께서 내죄를 사하셨네 ∎ 주님은 나의 방패와 병기 ∎ 지금까지 내가 산 것은 ∎ 하나님 사랑 감사하며 ∎ 하나님을 찬양하자  ∎ 동녘하늘 밝은 빛  ∎ 창조주의 은총입어  ∎ 하나님의 사랑은  ∎  사랑의 하나님이  ∎ 하나님의 사랑입어  ∎ 사랑의 하나님 아버지를 ∎ 네가 나를 사랑하느냐
(김순규 작사) ◾ 기뻐하며 찬양하세 ◾ 이 내 몸을 드리오니
(박종구 작사) ◾ 예수께서 눈먼 자를 ◾ 우리 주님 다시 오실 ◾ 우리를 지으신 하나님 ◾ 주님의 말씀은 진리의 빛이시라 ◾ 주님은 포도나무
(안준배 작사) ◾ 성령 보혜사시여
(소강석 작사) ◾ 주님의 피로 세우신 교회
(이영훈 작사) ◾ 전능하신 하나님의
(박근원 작사) ◾ 보내주소서
(본훼퍼 원시/ 이말테 한정애 번역시) ◾ 성도들과 이방인들

3. 어린이 찬송가
◾ 고사리 손 두 손 모아(신철종) ◾ 올망졸망 소꿉친구(김종호) ◾ 한 처음에 하나님이(석용원) ◾ 하나님의 나라는(최기준) ◾ 하나님은 생명의 하나님(임규일) ◾ 예수님 약속을 새겨들으면(임규일) ◾ 내가 너와 세상 끝까지(윤두혁) ◾ 예수님께 나가면(한철완) ◾ 예수님의 부드러운 그 손길(윤두혁) ◾ 믿음 믿음 믿음으로(김장호) ◾ 검은 구름 폭풍우(윤광재) ◾ 어린이의 소망이신 예수님(한철완) ◾ 찬송하는 내 입술(임규일) ◾ 숲 속에서 노래하는(안광성) ◾ 트리에 화려한 불빛 걸기 전에(김숙분) ◾ 작은 별이 오순도순(황대익) ◾ 내가 제일 기쁜 날은(황대익) ◾ 풀밭에는 양떼들(김지향) ◾ 별들이 졸고 있는(박경종) ◾ 참 아름다워라 하나님이 지으신(박화목) ◾ 예수님이 죄인들을(황대익)

4. 동요
◾ 지난밤에 몰래 내린(황대익) ◾ 인심 좋은 우리 동네에(황대익) ◾ 신문 보다 잠드신(엄기원) ◾ 염소(구름 동동 하늘이)(엄기원) ◾ 눈이 눈이 내린다(박경종) ◾ 너는 무엇으로 살아가니(문성모) ◾ 바람 바람 바람의 코는(김숙분) ◾ 우리나라 좋은 나라(진관)

5. 시편교창송(<우리가락찬송가와 시편교독송 330곡집>에 수록된 곡)
◾ 시편 1편(복 있는 사람은)∎시편 2편(어찌하여 이방 나라들이) ∎시편 4편(내 의의 하나님이여) ∎시편 5편(여호와여 나의 말에 귀를 기울이사) ∎시편 8편(여호와 우리 주여) ∎시편 10편(여호와여 일어나옵소서) ∎시편 13편(여호와여 어느 때까지니이까) ∎시편 14편(어리석은 자는 그의 마음에) ∎시편 15편(여호와여 주의 장막에 머무를 자) ∎시편 16편(하나님이여 나를 지켜 주소서) ∎시편 17편(여호와여 의의 호소를 들으소서) ∎시편 19편(하늘이 하나님의 영광을 선포하고) ∎시편 23편(여호와는 나의 목자시니) ∎시편 24편(땅과 거기 충만한 것과) ∎시편 27편(여호와는 나의 빛이요) ∎시편 28편(여호와여 내가 주께 부르짖으오니) ∎시편 29편(너희 권능 있는 자들아) ∎시편 31편(여호와여 내가 주께 피하오니) ∎시편 32편(허물의 사함을 받고) ∎시편 33편(너희 의인들아 여호와를 즐거워하라) ∎시편 34편(내가 여호와를 항상 송축함이여) ∎시편 37편(악을 행하는 자들 때문에 불평하지 말며) ∎시편 43편(하나님이여 나를 판단하시되) ∎시편 46편(하나님은 우리의 피난처시요) ∎시편 47편(너희 만민들아 손바닥을 치고) ∎시편 50편(내 백성아 들을지어다) ∎시편 51편(하나님이여 주의 인자를 따라) ∎시편 63편(하나님이여 주는 나의 하나님이시라) ∎시편 65편(하나님이여 찬송이 시온에서) ∎시편 67편(하나님은 우리에게 은혜를 베푸사) ∎시편 68편(하나님이 일어나시니 원수들은 흩어지며) ∎시편 71편(여호와여 내가 주께 피하오니) ∎시편 72편(하나님이여 주의 판단력을 왕에게 주시고) ∎시편 81편(우리의 능력이 되시는 하나님을 향하여) ∎시편 84편(만군의 여호와여 주의 장막이 어찌 그리) ∎시편 90편(주여 주는 대대에 우리의 거처가 되셨나이다) ∎시편 91편(지존자의 은밀한 곳에 거주하며) ∎시편 92편(지존자여 십현금과 비파와 수금으로) ∎시편 95편(오라 우리가 여호와께 노래하며) ∎시편 96편(새 노래로 여호와께 노래하라) ∎시편 97편(여호와께서 다스리시니 땅은 즐거워하며) ∎시편 98편(새 노래로 여호와께 찬송하라) ∎시편 99편(여호와께서 다스리시니 만민이 떨 것이요) ∎시편 100편(온 땅이여 여호와께 즐거운 찬송을) ∎시편 103편(내 영혼아 여호와를 송축하라) ∎시편 104편(내 영혼아 여호와를 송축하라 ) ∎시편 105편(여호와께 감사하고 그의 이름을 불러 아뢰며) ∎시편 106편(여호와여 주의 백성에게 베푸시는 은혜로) ∎시편 108편(하나님이여 내 마음을 정하였사오니) ∎시편 116편(여호와여 내 음성과 내 간구를 들으시므로) ∎시편 118편(여호와께 감사하라 그는 선하시며) ∎시편 119편(청년이 무엇으로 그의 행실을) ∎시편 121편(내가 산을 향하여 눈을 들리라) ∎시편 126편(여호와께서 시온의 포로를) ∎시편 127편(여호와께서 집을 세우지 아니하시면) ∎시편 128편(여호와를 경외하며 그의 길을 걷는 자마다) ∎시편 130편(여호와여 내가 깊은 곳에서) ∎시편 133편(보라 형제가 연합하여 동거함이) ∎시편 136편(여호와께 감사하라 그는 선하시며) ∎시편 139편(여호와여 주께서 나를 살펴보셨으므로) ∎시편 142편(내가 소리내어 여호와께 부르짖으며) ∎시편 143편(여호와여 내 기도를 들으시며) ∎시편 145편(왕이신 나의 하나님이여) ∎시편 148편(할렐루야 하늘에서 여호와를 찬양하며) ∎시편 149편(할렐루야 새 노래로 여호와께 노래하며) ∎시편 150편(할렐루야 그의 성소에서 하나님을 찬양하며)

6. 성가합창곡
◾ <거룩하신 주 하나님>(정치근 시)
◾ <광야길 사십년>(홍장욱 시)
◾ <그가 담당하셨네>(사53장)
◾ <나의 하나님 어찌하여 나를 버리셨나이까>
◾ <날마다 주님을 의지하는>(권기창)
◾ <복있는 사람은>(시1편)
◾ <여호와는 나의 목자시니>(시23편)
◾ <여호와여 내가 주께 부르짖으오니>(시28편)
◾ <이슬을 내리시듯>(김희보 시)
◾ <주님의 음성>(시22편)
◾ <하나님을 믿는 자>(문성모 시)
◾ 하늘에 계신 우리 아버지여(주기도문)
◾ <나의 힘이 되신 주>(시18편)
◾ 영원한 승리(황대익 시)

7. 성가 독창곡
◾ <고통 고통 고통>(욥기 3장)
◾ <그가 담당하셨네>(이사야 53장)
◾ <나의 하나님 어찌하여 나를 버리셨나이까>(시편 22편)
◾ <복 있는 사람은>(시편 1편)
◾ <여호와는 나의 목자시니>(시편 23편)
◾ 주님의 음성(Adelaid A.Proctor)
◾ <주여 평화를>(문성모 시)

8. 가곡
◾ <5월의 노래>(괴테 시) (1971.08.-09.17. 작곡)
◾ <아리랑 아라리요>(문성모 시) (2000)
◾ <아리랑 연가>(문성모 시)(2001)
◾ <한반도 아리랑>(문성모 시)(2002)

9. 기악곡
(양악기)
◾ <클라리넷 협주곡 1번> (1970.04.-1971.06. 작곡)
◾ <피아노 트리오 1번> (1971.11.16.-18. 작곡)
◾ 호른 독주곡 <A little piece No.1> (1971.04.11.-14. 작곡)
◾ 바이올린 독주곡 <A little piece No.2> (1972.01.23. 작곡)
◾ 피아노를 위한 <Sonatine>(1975)

(국악기)
◾ 대금, 피리, 해금, 아쟁을 위한 <실내악>
◾ 피리, 꽹과리, 목탁, 징, 장고, 좌고를 위한 <만삭>
◾ 가야금과 장고를 위한 <전통과 현대> (1975.07.01.-11. 작곡)
◾ 대금과 장고를 위한 <슬픈 잉태>(1976)
◾ 거문고와 장고를 위한 <탈선(脫線)> (1976.04.01.-07 작곡)
◾ 거문고와 장고를 위한 <부활>(1976)
◾ 거문고, 가아고, 젓대를 위한 변주적 시나위 <살로메>
◾ 대금, 장고, 무용, 독백을 위한 <나는 죄인이로소이다>
◾ 가야금 병창곡 <우리 주님 예수 따라>
◾ 가야금 합주곡 <진양>
◾ 가야금 합주곡 <成天(성천)>
◾ 가야금 독주와 합주 및 소리북을 위한 가야금 협주곡 <건곤감리(乾坤坎離)>
◾ 가야금 협주곡 <Amazing Grace 주제에 의한 산조>(2011)

## 오페라 대본
[함성 1919] 2019.03.01-02. 삼일운동 100주년 기념 오페라 <함성 1919>(문성모 대본, 박재훈 작곡)가 KBS홀에서 공연되다.(3회 공연)
[이승만] 2021년 작곡가 박재훈 목사의 요청으로 오페라 <이승만> 대본을 완성하였으나 2022년 8월 2일 작곡자 별세로 미완성.

## 캘리그라피 전시회 및 작품
2015.07.10.-15. 임정수 캘리연구소 12기 전시회(은평 연구소)
<진리> 진리가 너희를 자유케 하리라(헬라어, 라틴어 병행)[100*35]
<세상의 빛> 너희는 세상의 빛이라(장식용 캔들)[8*15]
<당신> 내 인생의 최고의 선물은 당신입니다(이합지에 먹, 나무, LED)[25*25]
2015.10.15.-21. 은평구 초대전(은평문화예술회관)
<찬양하라> 호흡이 있는 자마다 여호와를 찬양할지어다(이합지에 먹)[130*30]
2016.04.07.-10. 평택대학교 초대전(기독교100주년기념관)
<진리> 진리가 너희를 자유케 하리라(헬라어, 라틴어 병행)
2016.04.09.-15. 국립현충원 초대전
<무궁화> 무궁화 우리나라 꽃 (포토 캘리)
2016.04.22.-28. 은평구 초대전(은평문화예술회관)
<우리 잡은 이 손> 우리 잡은 이 손 서로에게 온기가 되어/ 험한 세월 거짓 사랑에 언 육신을 호호 불어 따뜻이 녹여 행복을 만들어가리...(이합지에 먹)[80*55]
2016.10.04.-08. 은평구 초대전(은평문화예술회관)
<산중의 아침> 잿빛 하늘 위에 숨겨진 태양/ 당신을 향한 나의 사랑/ 하루의 삶이 시작되는 산중에는/ 거룩한 사랑이 도사리고 있다(이합지에 먹)[50*100]
2017.05.22.-26. 동대문구 초대전(동대문구청 아트캘러리)
<행복> 인간으로 태어나 최대의 행복은/ 삶이 다할 때 이별이 싫어서/ 함께 눈을 감고 싶은 그런 사랑을 만나는 것(이합지에 먹)[38*70]
2017.09.18.-25. 은평문화재단 초대전(은평문화예술회관)
<처음처럼> 세상의 모든 것은 변하지만/ 정지된 내 마음의 시간 속에서/ 당신은 처음처럼 소중한 존재입니다(이합지에 먹)[47*75]
2018.04.14.-21. 국립 예술의전당 기획전(한가람미술관 7전시실)
<아가의 눈> 아침 이슬로 만든 너의 눈이 반짝일 때/ 어둠은 물러가고 아침 해가 뜬다(이합지에 먹)[62*127]
2018.10.22.-26. 국회 초대전(국회의원회관 중앙홀 제2로비)
<사랑> 사랑은 그러므로가 아니라 그럼에도 불구하고 입니다(이합지에 먹)[45*45]
2019.04.02.-09. 국립 예술의전당 기획전(한가람미술관 7전시실)
<믿음 소망 사랑>(고목나무, 쇠)[50*50]
2020.04.15.-23. 국립 예술의전당 기획전(한가람디자인미술관 제1전시실)
<칸트의 묘비 글> 하늘엔 빛나는 별 내 마음엔 도덕률(포토 캘리)[120*69]
2021.04 인사아트프라자갤러리 기획전(3층)
<마지막 잎새> 마지막 잎새에서 삶의 희망을 본다(포토 캘리)[50*100]
2021.06 평택호예술관 특별전
<마지막 잎새> 마지막 잎새에서 삶의 희망을 본다(포토 캘리)
2021.09.06.26.-07.01. 부산광역시 초대전(부산 시청 갤러리 2층 전관)
<마지막 잎새> 마지막 잎새에서 삶의 희망을 본다(포토 캘리)
2022.03.15.-6.12. 미국 라스베가스 초대전(Las Vegas Sahara West Library Art Gallery) <무궁화> 무궁화 삼천리 화려 강산(이합지에 먹, 족자)[63*53]
2022.06.01.-07. 인사아트프라자갤러리 기획전(3층)
<청보리의 꿈> 푸른 하늘 아래/ 청보리의 꿈이/ 푸르게 푸르게/ 영글어가는/ 가파도의 오월 (포토에 마크릭 디아섹) [61*40]
2022.11.03.-22. 미국 LA 한국문화원 초대전
<생명의 신비여> (포토 캘리)[40*70]
2023.06.28.-07.12. 인사아트프라자갤러리 기획전(1층) (예정)

## 같이 보기
- 한국의 신학자 목록
- 한국기독교학회